# 商隐
商隐（1989年1月23日—） ，出生于上海市，中国职业足球运动员，司职中場，目前效力中甲俱樂部广东广州豹。
2005年，商隐代表上海中邦参加了全国男子足球U17的比赛，2007年，中邦与申花合并後，由于球员过剩，两队在合并后商隐離開球隊。
離開球隊後商隐只能踢野球保持状态，曾經开了小龙虾店和烧烤摊。2013年商隐再次進入职业足球，加入申花预备队。2015年，商隐和申花的合同到期，加入業餘球隊海南海汉队。
商隐2016年加入上海申梵，2018年加入四川安娜普尔纳，2020年加入江西联盛。2022賽季商隐加入大连人，33岁時首次參加中超比賽。